# Kaamos (schwedische Band)
Kaamos war eine schwedische Death-Metal-Band aus Stockholm, die im Jahr 1998 gegründet wurde und sich 2006 wieder auflöste.

## Geschichte
Die Band wurde im Jahr 1998 gegründet. Nach einigen Proben veröffentlichte die Band ihr erstes Demo im Folgejahr. Zwei Lieder dieses Demos wurden außerdem als EP bei Dauthus Records veröffentlicht. Dauthus, der die EP veröffentlichte, gestaltete außerdem Veröffentlichungen und Internetpräsenz der Band und wurde von ihr als fünftes Mitglied angesehen. Im selben Jahr verließ Bassist und Sänger Johan Thörngren die Band und wurde durch Karl Envall ersetzt. Im Jahr 2000 verließ Schlagzeuger Thomas Åberg die Band und wurde durch Christofer „Chris Piss“ Barkensjö ersetzt. Nachdem die Band weitere neue Lieder geschrieben hatte, wurde das Demo Curse of Aeons im SubSonic Studio aufgenommen und Anfang 2001 veröffentlicht. Durch das Demo erhielt die Band viele Vertragsangebote verschiedener Labels, wobei sich die Gruppe letztlich für Candlelight Records entschied. Im November 2001 begab sich die Band wieder ins SubSonic Studio, um ihr Debütalbum aufzunehmen. Mit Produzent Messiah Marcolin (Ex-Candlemass) wurden die neun Lieder innerhalb von zehn Tagen aufgenommen und als selbstbetiteltes Album im Mai 2002 veröffentlicht. Die Band bekam wenig Rückmeldung zu dieser Veröffentlichung. Im Rest des Jahres sowie im Jahr 2003 folgten Live-Auftritte in ganz Europa (unter anderem eine Tournee mit Watain), während sie an neuen Stücken arbeiteten. Im März 2004 begab sich die Band in das Berno Studio, um das nächste Album Lucifer Rising aufzunehmen, das im Februar 2005 bei Candlelight Records erschien. Außerdem erschien 2004 eine Split-Veröffentlichung mit der Band Repugnant, bei der Karl Envall und Chris Piss ebenfalls aktiv waren. Während die Band weiter Konzerte spielte und an neuem Material für ein drittes Album arbeitete, verließ Gitarrist Nicklas Eriksson die Band. Die Band verkündete danach, dass sie sich auflöse werde und ihren letzten Auftritt auf dem Party.San 2006 spielen werde. Das Material, das bis dahin geschrieben wurde, wurde im Folgejahr als EP unter dem Namen Scales of Leviathan veröffentlicht. Im Jahr 2008 wurde versucht, die Band wieder zu beleben, jedoch scheiterte dies nach wenigen Proben aufgrund fehlender Motivation und interner Streitigkeiten.

## Musikstil und Texte
Karl Envall nannte Autopsy als großen Einfluss auf Kaamos und „jede Old-School-Death-Metal-Band“; auch Konstantin Papavassilou bestätigte Autopsy als einen der Haupteinflüsse der Band und nannte außerdem Morbid Angel. Nach eigenen Angaben ist ihr Stil „natürlich“ entstanden, während andere Bands zum Spaß gegründet würden oder versuchten, einen „Old-School“-Klang zu erzeugen. Schlagzeuger Chris Piss nannte Dave Lombardo als Einfluss. Luxi Lahtinen vom Webzine Metal Rules sieht bei Lucifer Rising Parallelen zum Stil von Demigods Slumber; das Album klinge so „old school“, dass es den Hörer in der Zeit von Bands wie Autopsy, Morbid Angel, Incubus und Grotesque zurückversetze. Die Musik wurde von sämtlichen Mitgliedern geschrieben, Papavassilou schrieb sämtliche Liedtexte und betrachtet diese als genauso wichtig wie die Musik. Er sieht es als sehr wichtig an, dass Death-Metal-Texte von Tod, Dunkelheit und einem „morbiden Herzen der Menschheit“, von dunklen Aspekten, handeln sollten. Seine Texte sind „entweder Ideen oder Philosophien – oder generelle Muster im Okkultismus, und speziell dem Pfad zur linken Hand“. Ausschließlich von diesem Pfad handeln die Texte. Er hält es für eindeutig, dass Kaamos eine satanische Band ist oder zumindest zur satanischen Death-Metal-Sphäre gehört. Der Name der Band, von der Band mit ‚Dunkelheit‘ übersetzt, ist die finnische Bezeichnung der Polarnacht und wird von Papavassilou als „[z]iemlich passend, wenn auf Mythologie bezogen“ bezeichnet. Das Cover von Lucifer Rising basiert auf dem Teufel des Tarot und symbolisiert zusammen mit dem Beiheft alles, was in den Texten zum Ausdruck kommt.

## Diskografie
- Promo 1999 (Demo, 1999, Eigenveröffentlichung)
- Kaamos (EP, 1999, Dauthus Records)
- Curse of Aeons (Demo, 2001, Eigenveröffentlichung)
- Kaamos (Album, 2002, Candlelight Records)
- Live in Stockholm 21.03.2003 (Split mit Repugnant, 2004, Escorbuto Records)
- Lucifer Rising (Album, 2005, Candlelight Records)
- Scales of Leviathan (EP, 2007, Nuclear Winter Records)